# مارکوس گارسیا
مارکوس گارسیا (اسپانیایی: Marcos García‎؛ زادهٔ ۴ دسامبر ۱۹۸۶) دوچرخه‌سوار اهل اسپانیا است.
از باشگاه‌هایی که در آن رکاب زده‌است می‌توان به کاخا رورال-سگوروس رخا اشاره کرد.